# 盧卡非鯽
盧卡非鯽，為輻鰭魚綱䲁形目麗魚科叉齒非鯽屬的其中一種，分布於非洲幾內亞比索及賴比瑞亞的淡水流域，體長可達25公分，棲息在中底層水域，生活習性不明。

## 擴展閱讀
維基物種上的相關：盧卡非鯽